# Магаданська область
Магада́нська о́бласть (рос. Магада́нская о́бласть) — суб'єкт Російської Федерації на північному сході країни у складі Далекосхідного федерального округу. Розташована півночі Далекого Сходу Росії на березі Охотського моря Тихого океану. Межує на півночі з Чукотським автономним округом, на сході — з Камчатським краєм, на заході — з Республікою Саха, на півдні — з Хабаровським краєм. Простяглася на 930 км з півночі на південь і 960 км із заходу на схід. Крайня північна і західна точка у Сусуманському районі у верхів'ї річки Хініке, східна — в Північно-Евенському районі поблизу витоку річки Молонгди. Адміністративний центр — місто Магадан. Площа — 462 500 км²; населення — 133 387 осіб (2024). Губернатор — Сергій Костянтинович Носов.

## Історія
До XVIII століття територію, яку нині займає область, населяли якути, допоки всередині XVIII століття розпочалися перші походи російських військ в Колимський край.
У 1928 році на територію нинішньої області висадилася перша Колимська геологічна експедиція, якою керував Юрій Білібін. Протягом літа й осені 1929 року будівельники Східно-евенкійської культбази прорубали першу просіку, що стала першою вулицею Магадану — Октябрьською, а на початку 1930-х розпочалось власне будівництво міста.
Регіон не мав цивільного управління, а знаходився під керівництвом адміністрації тресту для будівництва у районах Крайньої Півночі «Дальстрой» (Дальбуд), що входив до структури Народного комісаріату внутрішніх справ СРСР. Його головним завдання було господарське освоєння краю шляхом використання робочої сили в'язнів ГУЛАГу. З початку 1930-х років до 1955 року у місцевих таборах утримувалося 3,5 мільйони осіб, серед яких значну частину складали українці, зокрема поети Михайло Драй-Хмара та Дмитро Загул, конструктор Сергій Корольов, майбутній Патріарх Київський та всієї України УПЦ КП Володимир (Романюк), багато вояків Української повстанської армії та членів Організації українських націоналістів.
Магаданська область утворена 3 грудня 1953 року Указом Президії Верховної Ради СРСР. До її складу увійшли місто Магадан, Середньоканський, Ольський, Північно-Евенський, Сусуманський, Тенькинський, Ягоднинський райони і Чукотський національний округ, виділені зі складу Хабаровського краю. На той час її площа становила 1 199,1 тисяч км².
1967 року область нагороджена Орденом Леніна.
У 1960–1980-х роках українці інтенсивно прибували до регіону на заробітки і складали значну частину населення області (працювали на копальнях, у рибній промисловості тощо). Від початку 1990-х років триває зворотній процес від'їзду українського населення з області в Україну та до європейської частини Російської Федерації, унаслідок чого воно скоротилося більш ніж увосьмеро.
З 1992 року в області діяло Українське земляцтво «Колима-Славутич», за сприяння якого українське телебачення зняло 4-серійний документальний фільм «Українці на Колимі» (режисер Олександр Рябокрис, автор ідеї Микола Хрієнко).
17 червня 1992 року Чукотський автономний округ вийшов зі складу Магаданської області і став самостійним суб'єктом Російської Федерації.

## Природа
На території області присутні чотири групи природних комплексів: високогірні кам'яні пустелі, тундра, лісотундра і тайга. Високогірні кам'яні пустелі займають 21 % загальної площі. 3/4 території займають тундра і лісотундра.
Плоскогір'я, нагір'я і гори займають понад 4/5 території області: на сході — Колимське нагір'я, в центральній частині — відроги хребта Черського, на заході простягнувся хребет Черського (найвищий пік Абориген — 2 586 м), на південному заході області по правому берегу Колими тягнеться Верхньоколимське нагір'я. Лише невеликі простори по долинах річок і неширокі смуги вздовж узбережжя моря — низовини. Береги Охотського моря сильно порізані та рясніють численними затоками (найбільша затока — затока Шеліхова), бухтами, островами та півостровами. Біля берегів найвищі в Росії припливи.

### Водні ресурси
Густа гідрографічна мережа — безліч озер, річок:
- Утворення гірських озер пов'язане з льодовиками і скупченням опадів в улоговинах гір. До цієї трупи належать озера Джека Лондона, Малик, Момонтай, Чисте[6], Танцюючих Харіусів.
- Річки області належить до басейнів Північного Льодовитого і Тихого океанів. Найбільша річка — Колима. Її довжина від місця злиття Аян-Юрях з Кулу — 2 129 км, висота витоку — 527 м. Загальна кількість річок Магаданської області близько 250 тисяч, причому 99 % це річки і струмки довжиною менше 10 км. До Північного Льодовитого океану впадають багатоводні річки Колима з притокою Омолон, Чаун, Велика Бараниха[ru], Пегтимель, Амгуема, Ванкарем та інші. До басейну Тихого океану — Анадир, Велика, Канчалан, Тауй, Ола, Яма, Гижига. Живлення річки отримують завдяки дощовим, сніговим і частково ґрунтовим водам, а також льодовикове.

На території області налічується 25 груп мінеральних джерел, води яких мають різну мінералізацію, переважно хлорильні, натрієво-кальцієві. Також на поверхню виходять термальні води температура води в яких від +20 °C до + 90 °C, що свідчить про вулканічні процеси. Найбільш відомі джерела — Тальське (тут також є лікувальні грязі), Таватумське, Наяханське, Мотиклейське, Березовське.

### Корисні копалини
Область володіє унікальною мінерально-сировинною базою і є провідним золотодобувним регіоном Росії. На її території зосереджено понад 11 % запасів розвіданого розсипного золота, 15 % рудного золота і близько 50 % срібла від загальних обсягів розвіданих запасів цих металів у Росії. Значні промислові запаси кольорових і рідкісних металів, серед яких олово, вольфрам, мідь, молібден, поліметалічні руди, розвідані родовища облицювального каменю, бурого і кам'яного вугілля. Є запаси нафти, торфу, деревини, газового конденсату.

### Клімат
Клімат різко континентальний, суровий, на узбережжі — морський. Зима — від 6 до 7,5 місяців. Літо коротке, прохолодне, бувають тумани. Пересічна температура січня у внутрішніх районах —38 °C, липня + 14, +16 °C; на узбережжі Охотського моря — відповідно —19 і —23 °C; + 11, +12 °C. Опадів 300—350 мм, на узбережжі — 500—700 мм на рік. Вегетаційний період не перевищує 100 днів.
Однією з характерних особливостей клімату є майже повсюдне поширення вічної мерзлоти. На морському побережжі товщина мерзлого ґрунту від 70 до 100 см, а у центральних районах — до 600 м.

### Рослинний світ
Загальна площа лісів становить 13 мільйонів га (11 % території). Лісотундра в області — це головно пригнічене рідколісся з модрини Даурської з чагарниками карликової берези або сосни сланки в підліску. Флору тундри представляють худа берізка, арктична верба, траурна осика, куничники, шолудивники, на болотах — рудувата арктофіла, арктична калужниця. Влітку тундру прикрашають яскраві квіти: полярний мак, зніт, рододендрон, синюха, дика цибуля. На вершинах і схилах гір виживають тільки лишайники, мохи, брусниця, лохина, водянка.

### Тваринний світ
У тайзі живуть білка, бурундук, літяга, заєць білий, червона полівка, лось, соболь, кам'яний глухар. Гірську тайгу населяють росомаха, ведмідь, горностай, лисиця. У змішаних лісах живе рябчик, в прирічкових верболозах — куріпка. Особливість фауни області — наявність у її складі степових тварин, які не зустрічаються в інших місцях на півночі: верхоянський чорношапковий бабак, довгохвостий колимський ховрах, баран сніговий.
Значні біологічні ресурси Охотського моря (близько 30 видів промислових риб і понад 10 видів морських тварин), прісноводної флори і фауни. Річки і озера багаті рибою: сиг-чир, нельма, річкова мальма, харіус, омуль.

### Охорона природи
На території області створені особливо охоронні природні території: заповідник федерального значення «Магаданський», 11 природних заказників регіонального значення — Одян, Кавинська долина, Тайгонос, Сугой, Кубака та інші; природний парк обласного значення — озеро Джека Лондона; природна пам'ятка федерального значення — острів Талан; 22 пам'ятки природи регіонального значення — Тальський, Абориген, Мотиклейський, вулкан Маякан та інші; 6 природних пам'яток морського значення (у міській межі) — Примузейний, Марчеканська чаша, Кам'яний вінець та інші.

## Населення
- За переписом населення СРСР 1989 року, тут проживало 555,6 тисяч осіб, зокрема 85 772 українці (15,2 %), з них 69 121 — у містах, 16 651 — у селах. З них рідною мовою назвали українську 45,5 % (44,7 % — у містах, 48,8 % — у селах)[2];
- За даними Всеросійського перепису населення (жовтень 2002) у області проживало 182 726 осіб. З них: росіяни — 146,5 тисяч осіб (80,2 %), українці — 18,1 тисяч осіб (9,9 %), евени — 2,5 тисяч осіб (1,4 %), білоруси — 2,2 тисяч осіб (1,2 %), татари — 2,0 тисяч осіб (1,1 %), коряки — 0,88 тисяч осіб (0,5 %), інгуші — 0,8 тисяч осіб (0,45 %), німці — 0,7 тисяч осіб (0,45 %), ітельмени — 0,65 тисяч осіб (0,35 %);
- Згідно з Всеросійським переписом 2010 року, загальна кількість населення області становила 156 996 осіб: росіяни — 81,49 %, українці — 6,28 % (9 857 осіб), евени — 1,7 % (2 635 осіб)[2].

| 1959     | 1970     | 1979     | 1987     | 1989     | 1990     | 1991     | 1992     | 1993     | 1994     | 1995     |
| -------- | -------- | -------- | -------- | -------- | -------- | -------- | -------- | -------- | -------- | -------- |
| 235 578  | ↗352 481 | ↗465 704 | ↗550 000 | ↘542 868 | ↘390 276 | ↘384 525 | ↘365 311 | ↘323 673 | ↘300 157 | ↘266 883 |
| 1996     | 1997     | 1998     | 1999     | 2000     | 2001     | 2002     | 2003     | 2004     | 2005     | 2006     |
| ↘240 215 | ↘229 148 | ↘220 533 | ↘211 696 | ↘201 974 | ↘193 945 | ↘182 726 | ↘181 832 | ↘178 339 | ↘174 685 | ↘171 569 |
| 2007     | 2008     | 2009     | 2010     | 2011     | 2012     | 2013     | 2014     | 2015     | 2016     | 2017     |
| ↘168 530 | ↘165 820 | ↘162 969 | ↘156 996 | ↘156 534 | ↘154 485 | ↘152 358 | ↘150 312 | ↘148 071 | ↘146 345 | ↘145 570 |

Питома вага міського населення — 93,9 % (2005). Більше половини населення проживає в місті Магадані (100,2 тисяч осіб).
Щорічно 31 серпня біля Великого театру в Москві проходить традиційна зустріч жителів Магаданської області — як колишніх, так і теперішніх.

## Економіка

### Рибне господарство
Рибне господарство є другою по значимості галуззю. Її продукція поставляється на експорт. Питома вага рибної галузі в обсязі виробництва області становить 18 %.

### Сільське господарство
Основана галузь сільського господарства — оленярство. Також у області розвинені м'ясо-молочне тваринництво, хутрова промисловість, птахівництво. Землі сільськогосподарського призначення становлять 1,3 % усіх земель області, з них рілля займає 24 %. У зв'язку з тим, що ґрунти області не вирізняються високою природною родючістю, значна частина земель введена в сільськогосподарський обіг у результаті меліорації. До 95 % сільськогосподарських угідь зайнято кормовими культурами. Також вирощується картопля, капуста, морква. Частка продукції місцевого виробництва в продовольчому фонді області становить трохи більше 25 %.

### Транспорт
На території області відсутнє залізничне сполучення. Транспортні зв'язки з іншими регіонами здійснюються автомобільним, морським і повітряним транспортом.
Протяжність автомобільних доріг загального користування з твердим покриттям становить 2 645 км. Річкові порти в області відсутні. Головні транспортні ворота — Магаданський морський торговельний порт, через який поступає основний потік вантажів. У Магадані знаходиться міжнародний аеропорт, через який здійснюється авіаційне пасажирське і вантажне сполучення з іншими регіонами Росії та зарубіжними країнами.

## Територіальний поділ
Міські округи:
- Магаданський

Муніципальні райони:
- Ольський район
- Омсукчанський район
- Північно-Евенський район
- Середньоканський район
- Сусуманський район
- Тенькинський район
- Хасинський район
- Ягоднинський район